# Parc national de Store Mosse
Le parc national de Store Mosse (en suédois Store Mosse nationalpark) est un parc national situé dans le comté de Jönköping, dans le Småland en Suède. Il fut inauguré en 1982 et couvre 7 682 ha.
Au retrait des glaciers à la fin de la dernière glaciation, le paysage est couvert d'un vaste lac, Fornbolmen. Au profit du rebond post-glaciaire plus prononcé au nord qu'au sud, la partie nord du lac s'assèche et laisse apparaître le sable accumulé sous le lac. Le climat humide va transformer ce terrain plat et sablonneux en une vaste tourbière, la plus grande du Sud suédois, Store Mosse signifiant littéralement "la grande tourbière". Ces tourbières, ainsi que le lac Kävsjön, attirent des centaines d'espèces d'oiseaux qui font la célébrité du site et justifient son classement comme site Ramsar.
Durant l'histoire, l'homme s'est cantonné aux petites « îles » sèches entre les vastes tourbières, où il pratiquait l'agriculture, en particulier l'élevage. À plusieurs reprises, les habitants ont asséché les grands lacs afin de gagner des terrains cultivables de bonne qualité. Au XXe siècle, alors que les premières voix s'élèvent prônant la protection du site et de sa riche avifaune, l'exploitation industrielle de la tourbe commence. À partir des années 1960, le site est protégé comme réserve naturelle et l'exploitation de la tourbe s'arrête. Plusieurs travaux de restauration des tourbières et des lacs sont menés depuis les années 1970, et le site obtient le statut de protection maximal en devenant parc national en 1982. Le parc national est de nos jours un site touristique important avec 90 000 visiteurs annuels.

## Géographie

Carte du parc national de Store Mosse

Le parc national de Store Mosse est situé dans les communes de Gnosjö, Vaggeryd et Värnamo, dans le comté de Jönköping en Suède. Il s’étend sur 7 682 ha.
Le parc est situé sur un plateau, à une altitude d’environ 165 m, délimité par les vallées des fleuves Lagan et Nissan. Le plateau est très plat, avec seulement une dizaine de mètres de dénivelé à l’exception de quelques petites collines isolées. Ce terrain plat a permis la formation de vastes tourbières, qui recouvrent l’essentiel du parc et constituent le plus grand réseau de tourbières de Suède au sud de la Laponie. Il s’agit surtout de tourbières hautes, avec seulement quelques rares tourbières minérotrophes. Outre les tourbières, il y a plusieurs petits lacs dans le parc, souvent affecté par le drainage agricole. Seuls Kävsjön et Kalvasjön ont de l’eau toute l’année. L’essentiel de la surface du parc fait partie du bassin versant de la Storån, qui se déverse ensuite dans le lac Bolmen après quoi la rivière prend le nom de Bolmån, principal affluent du fleuve Lagan. Une petite exception est le lac Horssjön et les tourbières alentour qui se déversent dans la rivière Lillån, qui elle-même rejoint directement le fleuve Lagan.
Le parc bénéficie d'un climat océanique (Cfb dans la classification de Köppen).
| Mois                              | jan. | fév. | mars | avril | mai  | juin | jui. | août | sep. | oct. | nov. | déc. | année |
| --------------------------------- | ---- | ---- | ---- | ----- | ---- | ---- | ---- | ---- | ---- | ---- | ---- | ---- | ----- |
| Température minimale moyenne (°C) | −5,4 | −5,9 | −3,8 | −0,1  | 4,5  | 8,2  | 10,6 | 9,8  | 6,8  | 3,2  | −0,3 | −3,6 | 2     |
| Température moyenne (°C)          | −2,7 | −2,7 | 0,1  | 4,8   | 10,3 | 13,9 | 15,9 | 15   | 11,2 | 6,6  | 2,1  | −1,1 | 6,2   |
| Température maximale moyenne (°C) | −0,1 | 0,4  | 3,9  | 9,8   | 16,1 | 19,6 | 21,3 | 20,1 | 15,6 | 10   | 4,5  | 1,3  | 10,3  |
| Précipitations (mm)               | 52   | 35,4 | 37,6 | 40,1  | 44,6 | 61,6 | 77,3 | 82,7 | 69   | 65,8 | 62,4 | 59,1 | 698   |

| Diagramme climatique                                  |             |             |             |             |             |              |             |           |           |             |             |
| J                                                     | F           | M           | A           | M           | J           | J            | A           | S         | O         | N           | D           |
| −0,1−5,452                                            | 0,4−5,935,4 | 3,9−3,837,6 | 9,8−0,140,1 | 16,14,544,6 | 19,68,261,6 | 21,310,677,3 | 20,19,882,7 | 15,66,869 | 103,265,8 | 4,5−0,362,4 | 1,3−3,659,1 |
| Moyennes : • Temp. maxi et mini °C • Précipitation mm |             |             |             |             |             |              |             |           |           |             |             |

## Géologie
Le parc repose dans sa majeure partie sur des granites du Småland caractérisé par des grands cristaux de feldspath rouge. L’ouest du parc est à la frontière avec les gneiss caractéristiques de l’ouest suédois. En revanche, l’est est la frontière avec les granites du Värmland, la zone de transition entre ces deux zones étant marquée par des roches très déformées.
Le paysage actuel est fortement marqué par les glaciations. Lorsque l’inlandsis qui recouvrait la Scandinavie se retira il y a environ 12 000 ans, il laissa un très grand lac appelé Fornbolmen (littéralement ancien Bolmen), couvrant une grande partie du Småland. Le rebond post-glaciaire qui a lieu depuis est plus prononcé au nord qu’au sud, ce qui a donc asséché la partie nord du lac. Le sable accumulé sous le lac dans cette section a formé des dunes. Puis, depuis environ 8 000 ans, un climat plus humide a transformé la zone en tourbières.
Outre la formation du lac Fornbolmen, les glaciers ont aussi marqué le paysage de plusieurs moraines, formant des petites collines dans le paysage autrement plat du parc.

## Milieux naturels

### Flore
Le parc national de Store Mosse est inclus dans l'écorégion des forêts mixtes sarmatiques. La vaste majorité de la superficie est constituée de tourbière, avec de la sphaigne brune (Sphagnum fuscum) comme espèce principale. La surface des tourbières est typiquement une alternance de dépressions avec de la sphaigne cuspidée (Sphagnum cuspidatum), du rhynchospore blanc (Rhynchospora alba) et des Droséras et de petites buttes avec de la sphaigne de Magellan (Sphagnum magellanicum), de la linaigrette vaginée (Eriophorum vaginatum), de l'andromède (Andromeda polifolia), de la canneberge (Vaccinium oxycoccos), de la bruyère callune (Calluna vulgaris) et de la camarine noire (Empetrum nigrum). Les tourbières ne sont en général pas boisées, mais dans certaines zones, en particulier en transition avec des zones plus sèches, des petits pins sylvestres (Pinus sylvestris) peuvent former une forêt éparse.

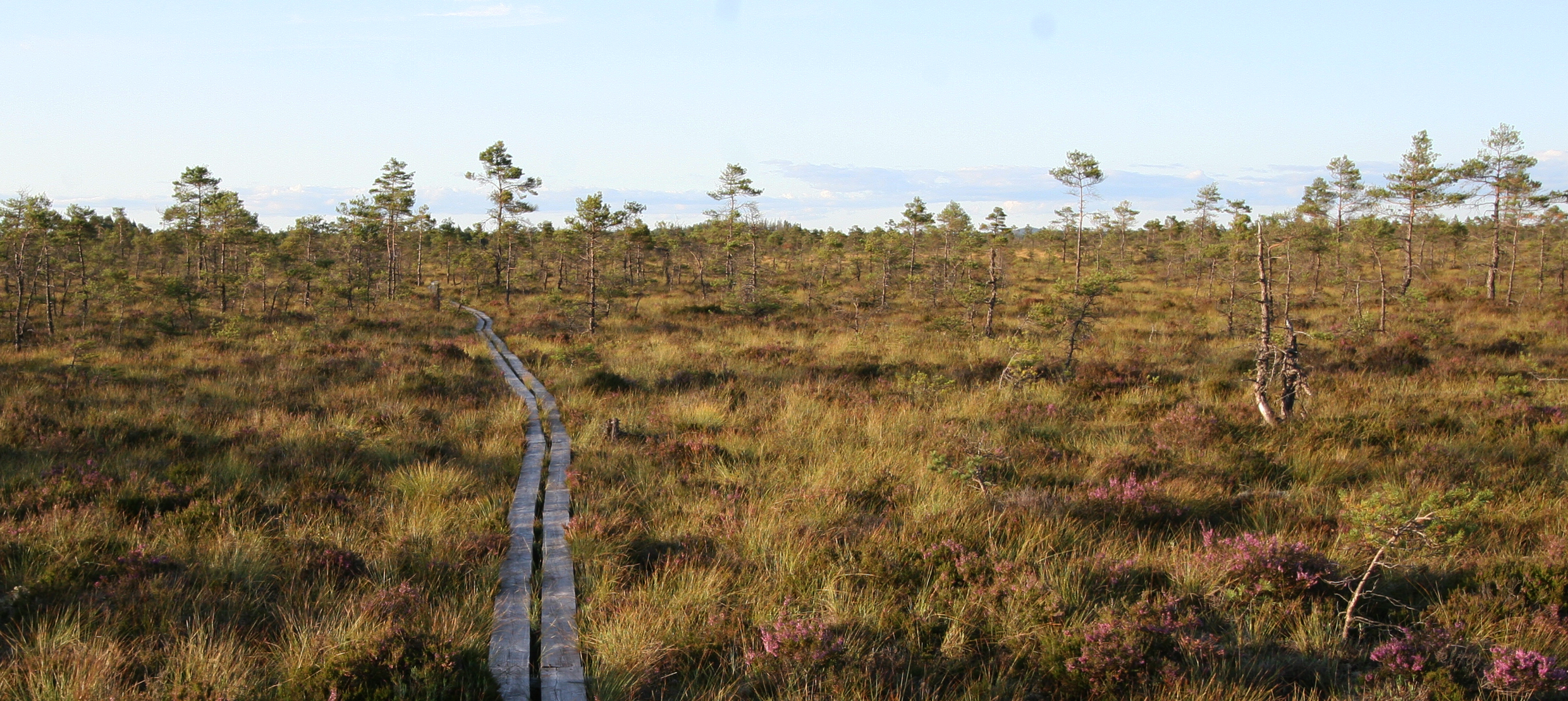
Tourbière avec quelque pins dans le parc national.

Au sud du lac s'étend Stora gungflyet, une tourbière inondée régulièrement par le lac et dominée par les hautes laîches et la myrte des marais (Myrica gale). Tout au sud du parc se trouve une autre zone très particulière: Björnekullakärret, la principale tourbière minérotrophe riche du parc. Grâce à son terrain calcaire, cette tourbière comprend plusieurs espèces atypiques pour la région comme l'épipactis des marais (Epipactis palustris), l'orchis moucheron (Gymnadenia conopsea) et la dactylorhize de mai (Dactylorhiza majalis).
Sur les terrains secs se développe une forêt de pins caractéristique de la taïga. Le sol est souvent constitué de sable ce qui donne des sous-bois secs, avec de la bruyère et de l'airelle rouge (Vaccinium vitis-idaea), ainsi que des tapis de pleurozie dorée (Pleurozium schreberi). Certaines zones ont cependant un terrain un peu plus humide, en particulier dans la zone de transition avec les tourbières, permettant le développement de myrtille (Vaccinium myrtillus), de trientale d'Europe (Trientalis europaea) et de maïanthème à deux feuilles (Maianthemum bifolium).

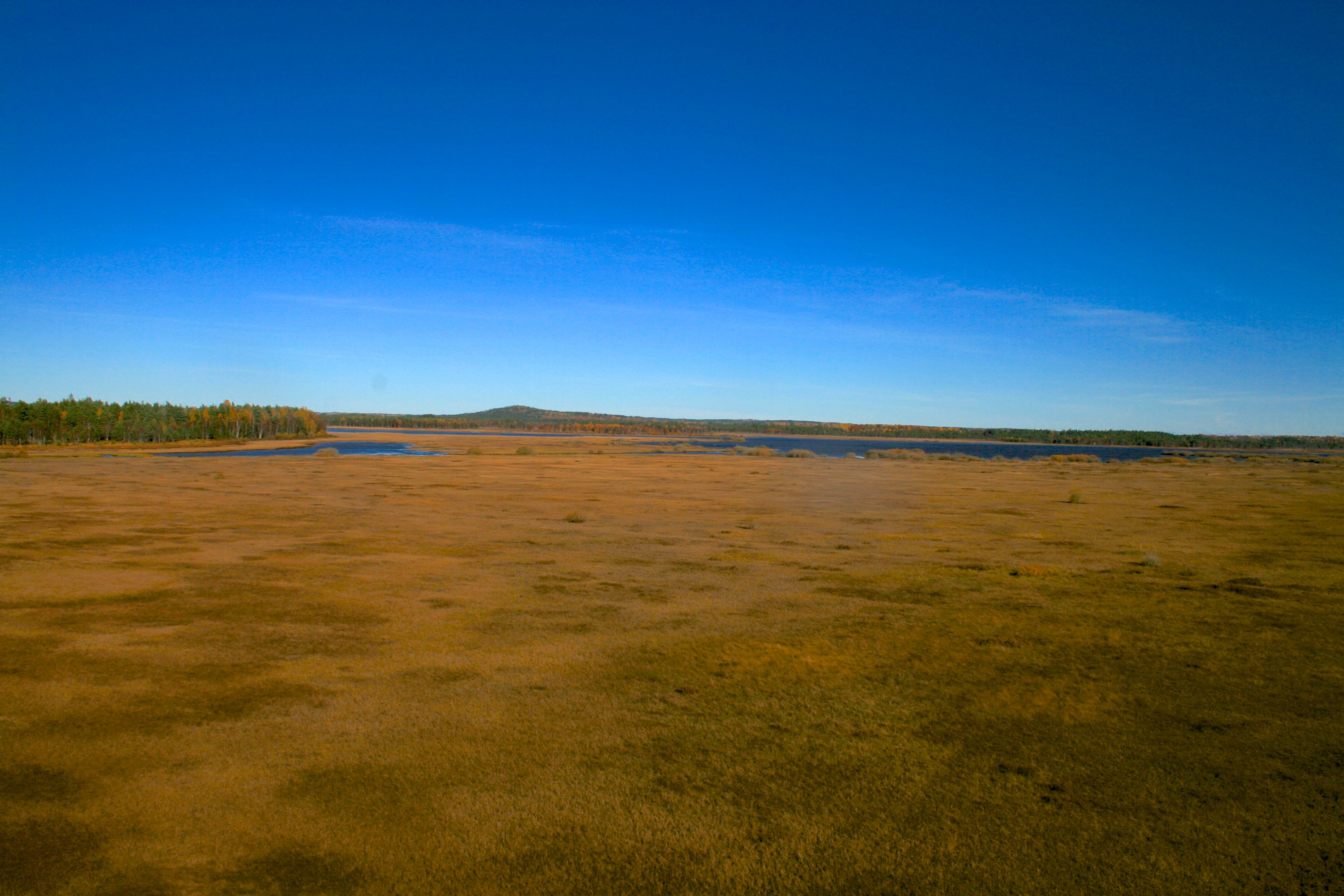
Stora gungflyet vu depuis la principale tour d'observation.
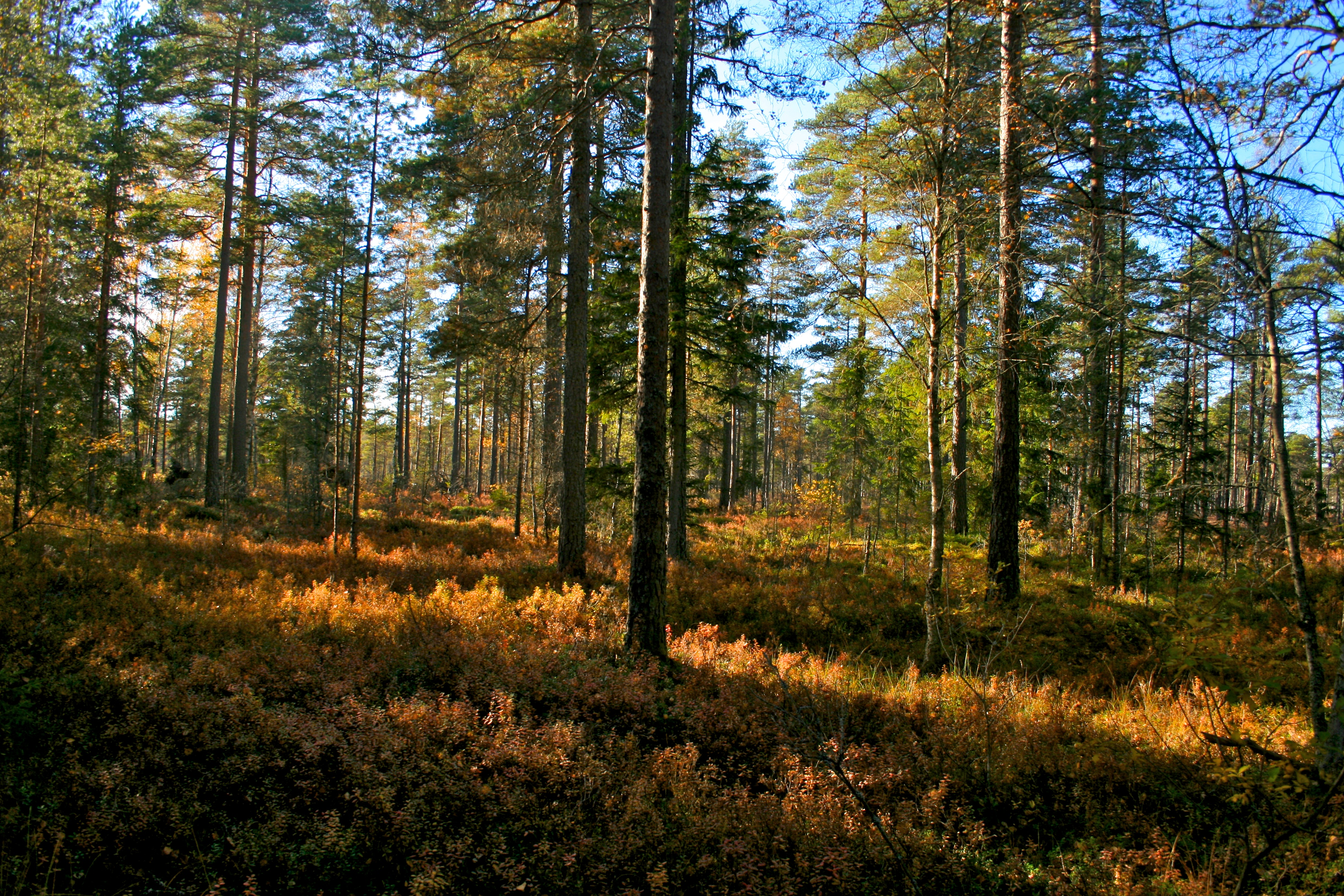
Forêt sèche autour du lac Kävsjön.
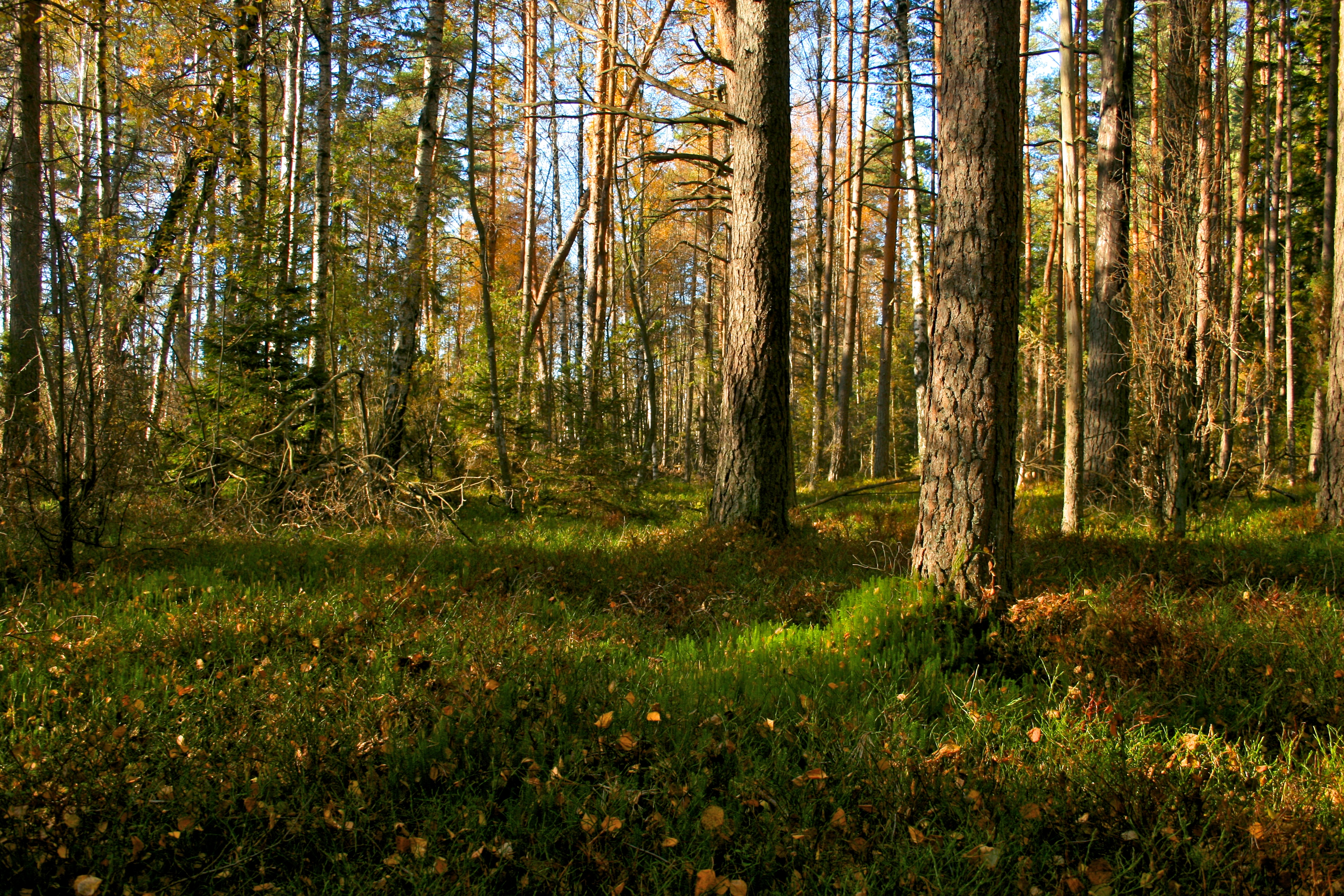
Forêt plus humide autour du lac Kävsjön.

### Faune

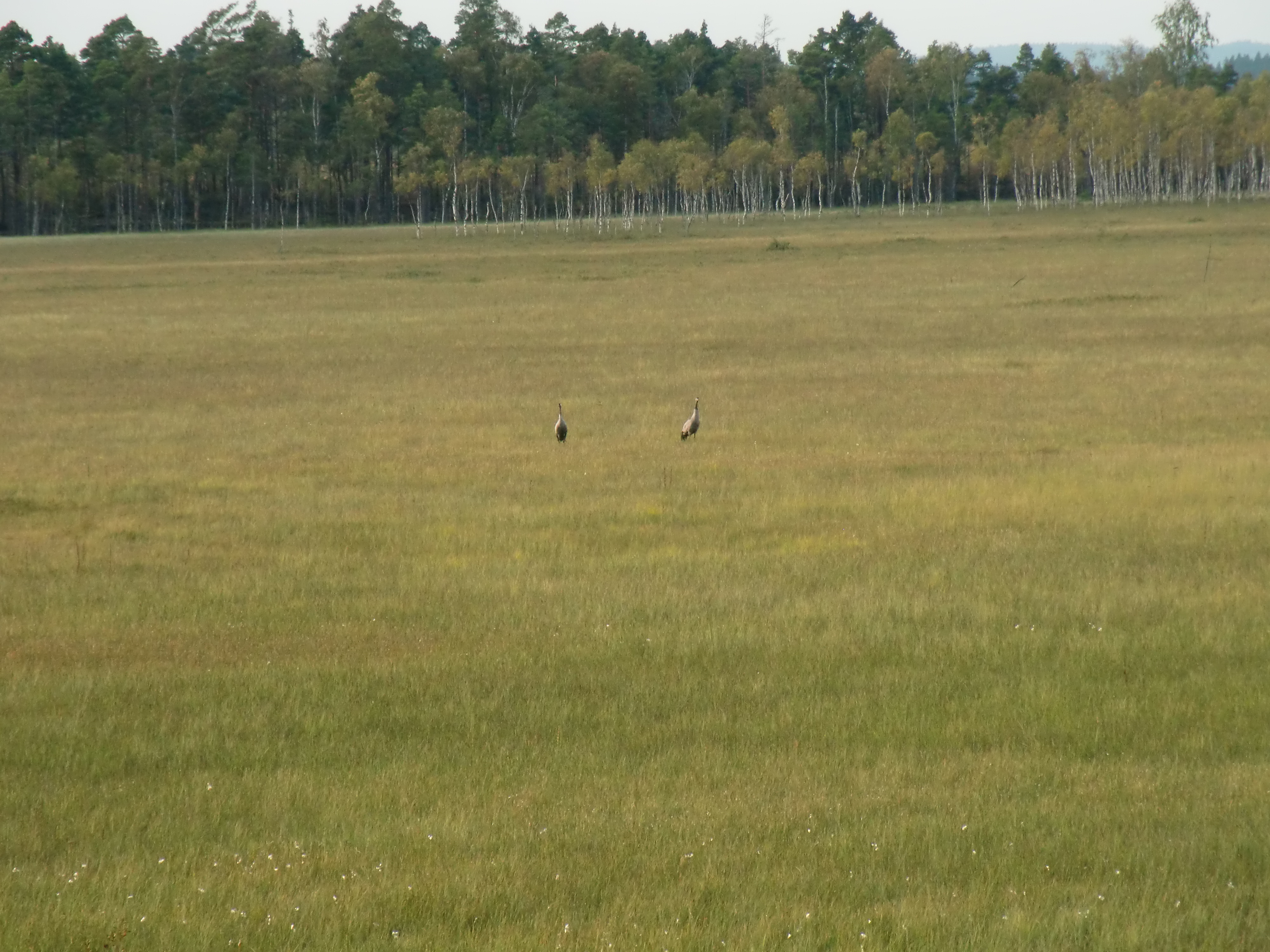
Grue cendrée sur Stora gungflyet.

L'avifaune du parc est particulièrement riche et variée ce qui constitue l'une des principales raisons de sa protection, même si elle a diminué autour du lac Kävsjön depuis l'époque d'Edvard Wibeck au début du XXe siècle. Le lac reste un point de rencontre entre des espèces nichant typiquement dans le nord suédois, telles que la bécassine sourde (Lymnocryptes minimus) et le chevalier aboyeur (Tringa nebularia) et des espèces plus septentrionales comme la marouette ponctuée (Porzana porzana), le canard souchet (Anas clypeata) et le fuligule milouin (Aythya ferina). Au printemps, Stora gungflyet est en grande partie inondé, et constitue une aire de repos appréciée de nombreuses espèces, et plusieurs espèces en profitent pour y réaliser leur mue. Parmi ces espèces migratrices, le cygne chanteur (Cygnus cygnus) est particulièrement abondant, avec parfois plusieurs centaines d'individus simultanément autour du lac. En plus d'être un site de passage, c'est aussi un site de nidification important, en particulier pour la sarcelle d'hiver (Anas crecca), le canard colvert (Anas platyrhynchos), la grue cendrée (Grus grus). Peu d'espèces restent l'hiver, à l'exception d'oiseaux prédateurs, comme l'aigle royal (Aquila chrysaetos). Les tourbières ont aussi un grand nombre d'oiseaux parmi lesquels on peut citer le courlis cendré (Numenius arquat), le tarier des prés (Saxicola rubetra), le tétras lyre (Tetrao tetrix) et même plus rarement la bécassine des marais (Gallinago gallinago), le pluvier doré (Pluvialis apricaria) et le chevalier sylvain (Tringa glareola).
Bien que moins notable, le parc compte aussi une population relativement riche de mammifères, en particulier l'élan (Alces alces), le chevreuil (Capreolus capreolus) et le renard roux (Vulpes vulpes), et même le lynx boréal (Lynx lynx).

## Histoire

### Utilisation historique

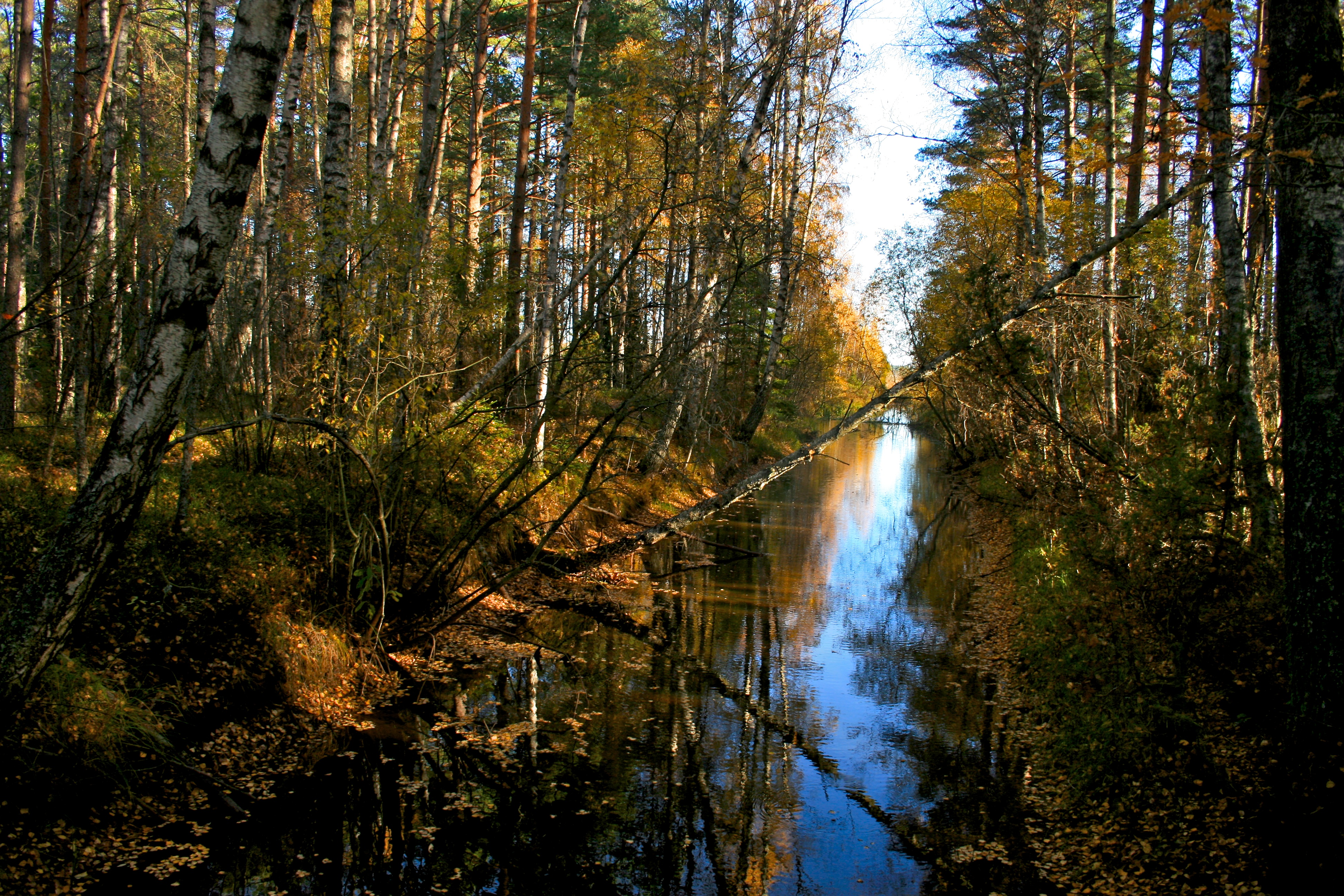
Le ruisseau Fläsebäcken dans le parc.

Les plus anciennes traces d’occupation dans la région datent de l’âge de la pierre, dans des zones qui correspondent probablement au littoral de Fornbolmen. Ensuite, à l’âge du bronze et l’âge du fer, l’occupation humaine se concentre autour des tourbières.
En particulier, entre les tourbières de Store Mosse, se situent deux « îles » utilisées pour l’agriculture: Södra Svänö et Lövö. Le site de Södra Svänö comprenait deux fermes à l’époque du Laga skiftet (1847), mais le site est probablement occupé depuis plus longtemps, comme en témoignent l’ensemble de tombes et le vestige d’une maison à proximité, datés du début de la période historique. Les champs étaient cultivés tous les ans, les prairies offraient de la nourriture pour les animaux l’hiver et le vaste territoire autour du domaine était utilisé pour la pâture. Le site de Lövö date, quant à lui, probablement du XVIIe siècle.
En 1840, le niveau des lacs de Kävsjön et Häradsösjön, est abaissé d’environ un mètre, permettant de récupérer environ 720 ha de terrains agricoles (dont la zone appelée Stora gungflyet). Ceci est permis par la création d’un canal entre les deux lacs et un abaissement du ruisseau Fläsebäcken à la sortie de Kävsjön, ce dernier régulant la hauteur des deux lacs. Fläsebäcken a été depuis dégagé et abaissé à plusieurs reprises, et depuis le milieu du XXe siècle, les effets de ces changements sur la faune et flore ont été étudiés attentivement. Le lac Horssjön a lui aussi été drainé, dans les années 1870, à l’aide d’un canal vers la rivière Lillån.

### De l'exploitation de la tourbe à la protection
En 1905, lors des discussions pour la création des premiers parcs nationaux de Suède, Edvard Wibeck suggéra la protection de Store Mosse. L'Académie royale des sciences de Suède était en accord avec la suggestion, mais le comté s'y opposa du fait du potentiel pour l'exploitation de la tourbe.  Dès l'année suivante, la tourbe de Store Mosse fit d'ailleurs l’objet d’une exploitation industrielle par la compagnie Hädinge Torfströ aktiebolag dans la zone autour de la voie ferrée. La compagnie ferroviaire suédoise Statens Järnvägar avait elle-même une petite exploitation à l’ouest de Horssjön entre 1915 et 1925/1926 pour alimenter ses locomotives à vapeur. En 1927, la situation politique dans le comté changea et l'avifaune du lac Kävsjön fut protégée. En 1959, un nouvel abaissement de Fläsebäcken et donc du lac Kävsjön a relancé la discussion sur la protection de la zone. À la même période, AB Svensk torvindustri avait pour projet d'exploiter la tourbe de plusieurs zones de Store Mosse. La suggestion de protéger l'ensemble de Store Mosse comme parc national refit surface. Finalement, en 1965, le comté déclara une réserve naturelle provisoire autour de Kävsjön, Häradsösjön et Horssjön. Les plans de AB Svensk torvindustri furent stoppés et les terrains vendus à l’État. En outre, l'année suivante, le bâtiment de Hädinge Torfströ aktiebolag subit un important incendie ce qui mit fin à l’exploitation et le terrain fut aussi vendu à l’État. Au total, 400 ha de zones humides ont été asséchées lors de cette exploitation. En parallèle à la protection provisoire, le comté réfléchissait à une protection plus permanente et plus stricte, ce qui était rendu difficile par le fait que les terrains étaient en grande partie privés, avec de nombreux propriétaires différents. L'association de protection de la nature Svenska Naturskyddsföreningen tenta elle-même d'acheter quelques terrains pour protéger le site. En 1968, la réserve provisoire fut reconduite avec une surface étendue à presque l'ensemble des tourbières. En 1971, le comté proposa finalement la création d'un parc national, mais à la même période, un plan de restauration du lac Kävsjön était à l'étude ce qui retarda le processus. Le plan de restauration fut validé en 1975 et en 1979, la question du parc national revint d'actualité et finalement, le 26 mai 1982, le parc national fut inauguré. Cependant, il fallut attendre 2013 pour que l'ensemble de la surface du parc soit finalement en la possession de l’État. Le parc est aussi un site Ramsar depuis 1974 et fait partie du réseau Natura 2000 depuis 1995.

## Gestion et administration

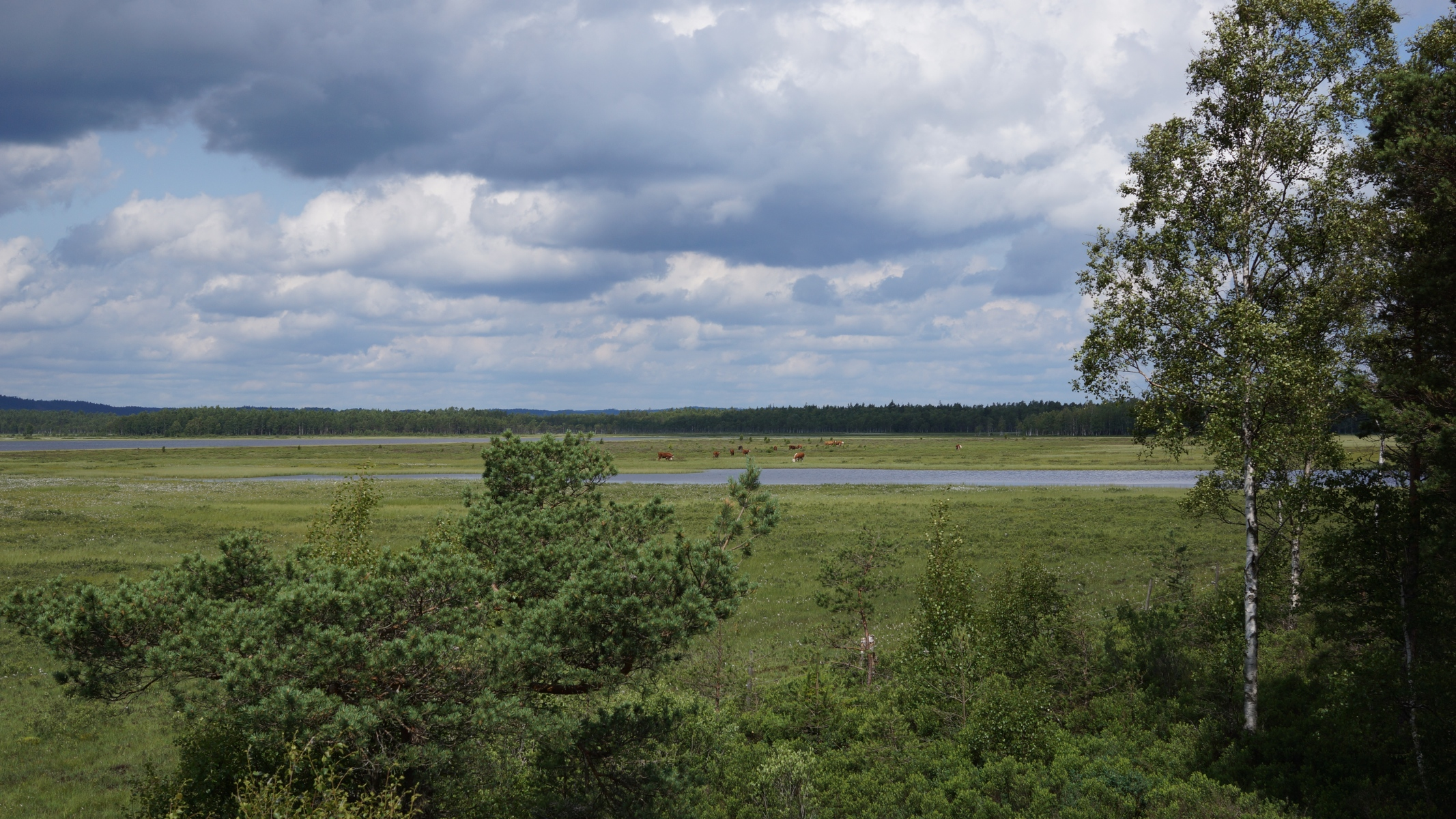
Vaches en pâture pour entretenir les prairies autour de Kävsjön.

Comme pour la plupart des parcs nationaux de Suède, la gestion et l'administration sont divisées entre l'agence suédoise de protection de l'environnement (Naturvårdsverket) et le conseil d'administration des comtés (Länsstyrelse). Le Naturvårdsverket est chargé de la proposition des nouveaux parcs nationaux, sur consultation des conseils d'administration des comtés et des communes, et la création est entérinée par un vote du parlement. Le terrain est ensuite acheté par l'État, par l'intermédiaire du Naturvårdsverket. La gestion est ensuite confiée principalement au comté, c'est-à-dire au conseil d'administration du comté de Jönköping pour le parc de Store Mosse.
Afin de concilier protection de la nature et tourisme, le parc est divisé en trois zones. La zone III correspond à l'entrée principale du parc et Östra Rockne, et est destinée à canaliser l'afflux de visiteurs avec un grand nombre d'infrastructures. La zone II est principalement située autour du lac Kävsjön et Häradsösjön ou le long des dunes de Lövö rockne, soit moins de 20 % de la surface du parc. La plupart des infrastructures touristiques en dehors de la zone d'entrée sont situées en zone II, et c'est donc là que la gestion est la plus importante pour assurer le compromis entre les missions touristique et écologique du parc. C'est aussi dans cette zone que des activités de gestion active sont entreprises, telles que l'entretien des prairies, les feux de forêt volontaires, etc.. À cette zone s'ajoute la zone IIa, qui correspond à la zone de restauration des tourbières, principalement le long de la ligne de chemin de fer. Lorsque la restauration sera achevée et qu'il sera estimé que la zone n'a plus besoin d'entretien, cette zone est destinée à rejoindre la zone I. Cette dernière correspond à tout le reste du parc (76 %), et est la zone dite sauvage, où la nature est livrée à elle-même.
Entre 2010 et 2015, les 300 ha des sites historiques d'exploitation de la tourbe firent l'objet d'un programme de restauration appelé Ad(d)mire financé en partie par l'instrument financier pour l'environnement (LIFE) de l'Union européenne. Les arbres qui s'étaient développés sur ces sections asséchées furent retirés et l'hydrologie de la tourbière restaurée. 20 ha furent cependant conservés comme patrimoine culturel.

## Tourisme

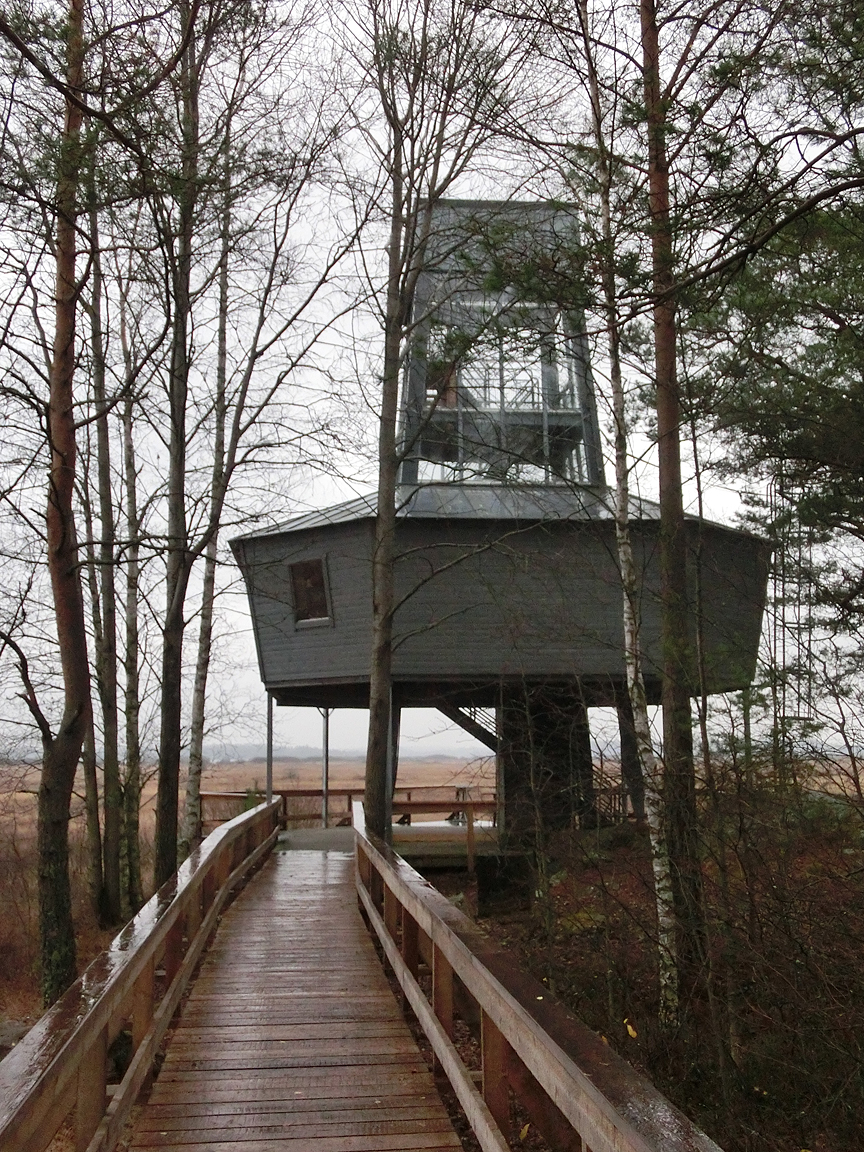
Tour d'observation Stora fågeltornet près de l'entrée principale.

Le parc national est un site touristique important avec environ 90 000 visiteurs par an. Il s’agit surtout d’un tourisme estival, mais il y a aussi un certain nombre de touristes en hiver, en particulier lorsque le parc est sous la neige. Beaucoup de touristes sont des habitants des communes alentour, mais il y a aussi beaucoup d’étrangers, en particulier en provenance de l’Allemagne, du Danemark et des Pays-Bas. L’entrée principale du parc est très accessible, étant située sur la route 151, connectant le parc avec Värnamo et la route européenne 4. Au niveau de l'entée se trouvent en particulier un grand parking et le « naturum » (centre d’information) du parc, inauguré en 2003. À proximité se trouve la principale tour d'observation, une des six que compte le parc avec une vue sur le lac Kävsjön et Stora gungflyet. Plusieurs des sentiers du parc partent de là. Au total, le parc compte 49 km de sentiers, dont plusieurs ont été adaptés depuis les années 2000 pour faciliter l’accessibilité des personnes à mobilité réduite. Plusieurs des bâtiments historiques du parc ont été aménagés pour être loués par les touristes, et en particulier l'association touristique Svenska Turistföreningen gère une auberge de jeunesse à Svanö et une à Lövö.

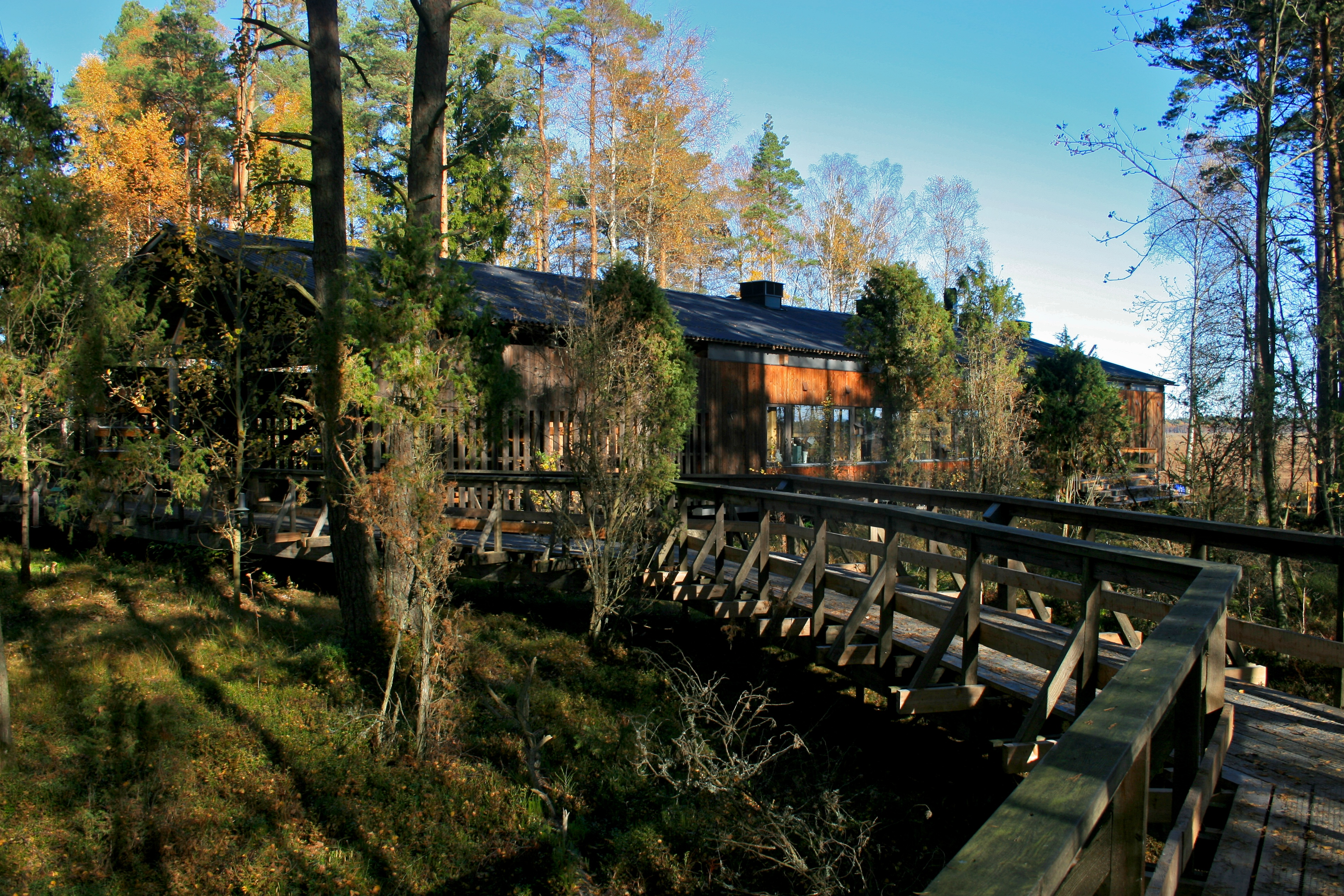
Naturum du parc
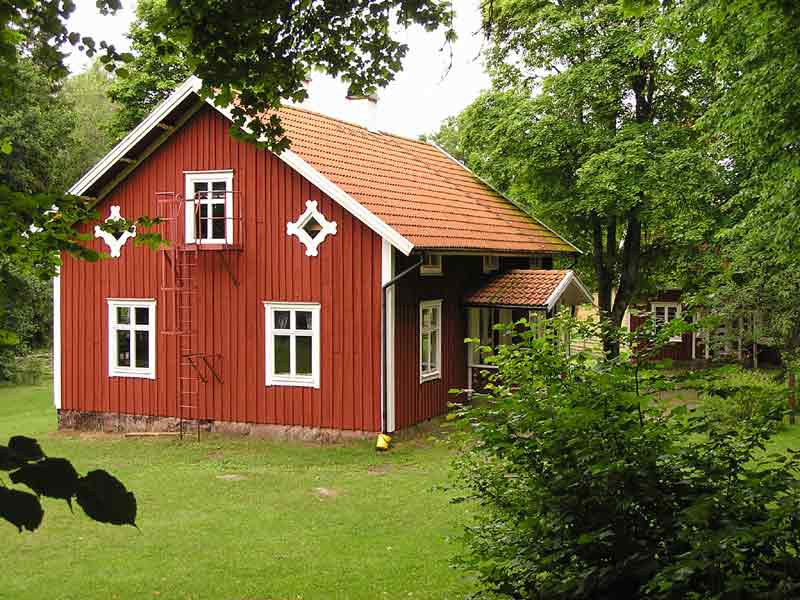
Auberge de jeunesse de Svänö.